# Sericolea pachyphylla
Sericolea pachyphylla är en tvåhjärtbladig växtart som beskrevs av M.J.E. Coode. Sericolea pachyphylla ingår i släktet Sericolea och familjen Elaeocarpaceae. Inga underarter finns listade i Catalogue of Life.